# 米哈伊尔·卡韦拉什维利
米哈伊尔·卡韦拉什维利（羅馬化：Mikheil Kavelashvili，發音：[miχeil χʼaveɫaʃʷili]；1971年7月22日—），生于苏联格鲁吉亚苏维埃社会主义共和国博爾尼西，格鲁吉亚政治人物，前足球運動員。卡韦拉什维利是格鲁吉亚人民力量党的创始人之一。他於2016年首次当选國會议员。2024年12月当选格鲁吉亚总统。

## 政治觀點
卡韦拉什维利曾指控格鲁吉亚政治反对派受美国国会议员控制，試圖毁灭格鲁吉亚，密谋發動暴力革命並且讓格鲁吉亚乌克兰化。他还指责西方宣傳LGBTQ，試圖讓尽可能多的人接受LGBTQ意识形态，他認為西方此舉是“反人类行为”。

## 足球生涯
卡韦拉什维利的场上位置为前锋，曾在英超联赛中为曼城队效力，在瑞士超级联赛中为草蜢队、苏黎世队、卢塞恩队、锡永队、阿劳队和巴塞尔队效力。卡韦拉什维利还曾效力于第比利斯迪纳摩队和弗拉季高加索斯巴达克队。卡韦拉什维利为格鲁吉亚国家队出场46次，共打进9球。